# Santibáñez de Ecla
Santibáñez de Ecla is een gemeente in de Spaanse provincie Palencia in de regio Castilië en León met een oppervlakte van 25,53 km². Santibáñez de Ecla telt 65 inwoners (1 januari 2016).

## Demografische ontwikkeling
Bron: INE, 1857-2011: volkstellingen
Opm.: In 1857 werden de gemeenten San Andrés del Arroyo en Villaescusa de Ecla aangehecht